# Jan Juroška
Jan Juroška (* 2. března 1993 Valašské Meziříčí) je český profesionální fotbalista, který v současné době hraje za FC Zbrojovka Brno

## Klubová kariéra
Je odchovancem pražské Dukly Praha. Při svém debutu v české nejvyšší soutěži dne 9. května 2014 skóroval v zápase proti Bohemians 1905 poté, co nastoupil jako náhradník do druhé poloviny utkání. V letech 2015 a 2016 hostoval ve druhé lize, ve Varnsdorfu a Táborsku. Po návratu do hlavního města stihl odehrát ve své poslední sezóně za Duklu ještě 23 zápasů, v nichž se jednou střelecky prosadil. V květnu 2017 podepsal tříletou smlouvu s jiným týmem první ligy 1. FC Slovácko. V létě 2020, po vypršení smlouvy, se znovu stěhoval, tentokrát do prvoligového Baníku Ostrava.

## Reprezentační kariéra
Dne 6. září 2020 dostal svoji první pozvánku do českého národního týmu na zápas Ligy národů proti Skotsku. K tomu mu napomohla i nucená karanténa prvního týmu, který odehrál zápas se Slovenskem. 

## Statistiky
K zápasu odehranému 28. srpna 2020
| Klub              | Sezóna  | Liga                 | Liga   | Liga | Pohár  | Pohár | Celkem | Celkem |
| Klub              | Sezóna  | Liga                 | Zápasy | Góly | Zápasy | Góly  | Zápasy | Góly   |
| ----------------- | ------- | -------------------- | ------ | ---- | ------ | ----- | ------ | ------ |
| Dukla Praha       | 2013/14 | Fortuna:Liga         | 3      | 1    | 0      | 0     | 3      | 1      |
| Dukla Praha       | 2014/15 | Fortuna:Liga         | 8      | 0    | 1      | 0     | 9      | 0      |
| Dukla Praha       | 2015/16 | Fortuna:Liga         | 0      | 0    | 0      | 0     | 0      | 0      |
| Dukla Praha       | 2016/17 | Fortuna:Liga         | 22     | 1    | 2      | 0     | 24     | 0      |
| Dukla Praha       | Celkem  | Celkem               | 33     | 2    | 3      | 0     | 37     | 1      |
| Varnsdorf (host.) | 2015/16 | Fortuna:Národní Liga | 11     | 1    | 1      | 0     | 12     | 1      |
| Táborsko (host.)  | 2015/16 | Fortuna:Národní Liga | 10     | 0    | 0      | 0     | 10     | 0      |
| Slovácko          | 2017/18 | Fortuna:Liga         | 23     | 1    | 3      | 0     | 26     | 1      |
| Slovácko          | 2018/19 | Fortuna:Liga         | 32     | 0    | 3      | 0     | 35     | 0      |
| Slovácko          | 2019/20 | Fortuna:Liga         | 18     | 1    | 3      | 0     | 21     | 1      |
| Slovácko          | Celkem  | Celkem               | 73     | 2    | 9      | 0     | 82     | 2      |
| Baník Ostrava     | 2020/21 | Fortuna:Liga         | 2      | 0    | 0      | 0     | 2      | 0      |
| Celkem            | Celkem  | Celkem               | 129    | 5    | 13     | 0     | 142    | 4      |